# Bank of Ireland
Bank of Ireland (BOI) (Iers:Banc na hÉireann) is een van de 4 grote commerciële banken in Ierland, de bank is zowel retail- als zakenbank. De moderne Bank of Ireland is in de kern een voortzetting van de oude Bank of Ireland welke in 1783 is opgericht via een Royal charter.

## Activiteiten
De Bank of Ireland is een van de grootste banken van het land. Het dient een breed pakket van bankdiensten aan particulieren en bedrijven. Het is de grootste verstrekker van hypotheken in Ierland. Verder biedt het levensverzekeringen aan onder de merknamen NIAC en Davy. Buiten Ierland is het ook actief in het Verenigd Koninkrijk, hier komt ongeveer een zesde van de totale inkomsten vandaan. De activiteiten zijn verdeeld over vier onderdelen: Retail Ireland, Wealth and Insurance, Retail UK en het laatste onderdeel Corporate & Commercial richt zich op bedrijven.
Per jaareinde 2024 had de bank een balanstotaal van € 162 miljard euro, waarvan € 12 miljard euro aan eigen vermogen. De bank telde 11.188 medewerkers op 31 december 2024.
De bank is beursgenoteerd op de aandelenbeurzen van Ierland en London. Van alle aandelen werd per jaareinde 2024 ongeveer een zesde gehouden door particuliere en institutionele beleggers woonachtig in Ierland.

## Geschiedenis
Hoewel de Bank of Ireland (BOI) nimmer de centrale bank van Ierland is geweest verrichtte het wel vele activiteiten die (tegenwoordig) al taken van een centrale bank zouden worden gezien. Dit is te vergelijken met de activiteiten van de (oudere) Bank of Scotland en Bank of England. Sinds het uitroepen van de Ierse vrijstaat tot aan 31 december 1971 was ze de huisbankier van de staat. De taken van een centrale bank en toezichthouder lagen bij de Currency Comission van 1927 tot 1943, en werden toen overgenomen door de Central Bank of Ireland.
De geschiedenis van de bank gaat terug tot 1783. Vanaf dat moment is de BOI altijd actief geweest - met uitzondering van een viertal tijdelijke sluitingen als gevolg van stakingen. Vanaf het begin van de bank bestonden er nauwe banden met de bankiers-familie en hugenoten La Touche. David La Touche was de eerste gouverneur van de BOI.
- 1719: Afgebroken poging om een bank op te richten onder de naam Bank of Ireland. Twee jaar later volgde een 2e mislukte poging.
- 1782: De bank wordt opgericht middels een Act of Parliament van het Ierse parlement om de publieke en commerciële financiën van het land te ondersteunen.
- 1784: Op 25 juni wordt het eerste bankkantoor geopend in een privéwoning bij Mary's Abdij (vlak bij Capel Street) - op de locatie waar nu de Luas Red Line loopt. Er worden 127.000 bankbiljetten uitgegeven met een totale waarde van £882,500.
- 1785: In dit jaar worden de eerste vervalsingen van BOI bankbiljetten gezien. In de volgende jaren zal valsmunterij een groot probleem worden.
- 1787: 2 maart: Tijdens een bankencrisis wordt de uitgifte van cash geld gestaakt.
- 1808: 6 juni: BOI verhuist naar adres College Green 2. Dit gebouw was tot 1800 het parlementsgebouw van de Eerste Kamer of House of Lords geweest totdat de Act of Union het Ierse Parlement ophief in 1800. Dit gebouw is tot op vandaag in gebruik als kantoor van de Bank of Ireland.
- 1820: De BOI overleeft een van de vele bankcrises in dit jaar, maar vele andere banken vallen om.
- 1825: De bank opent haar eerste (bij)kantoor. Dit kantoor is in de stad Cork. Later dat jaar worden nog zes kantoren geopend.
- 1835: BOI introduceert het principe van rood staan of debetstand.
- 1847: Een grote bankcrisis als gevolg van de Ierse hongersnood.
- 1857: Wederom een bankencrisis.
- 1864: BOI betaalt voor het eerst rente op depositos.
- 1886: BOI publiceert voor het eerst haar jaarverslag, de winst was £220,681-9-5d en het balanstotaal £16,142,797-14-0d. In hetzelfde jaar was er wederom een bankcrisis en een grote bank, Munster Bank Ltd. valt om. Uit de boedel werd de Munster & Leinster Bank gevormd welke tegenwoordig onderdeel is van Allied Irish Banks.
- 1914: 190 bankmedewerkers gingen in militaire dienst waarvan er 32 niet terugkwamen uit de loopgraven.
- 1919: Ierse banken erkennen de vakbond Irish Bank Officials Association (IBOA) welke twee jaar eerder was gevormd.
- 1922: De gouverneur van de bank Henry Guinness wordt lid van de nieuwe senaat van de Ierse Vrijstaat door WT Cosgrave.
- 1926: The Bank of Ireland Crest, waarvoor initieel een aanvraag was gedaan in 1783 wordt uiteindelijk toegekend. BOI nam het bestuur over van de National Land Bank. Na een herstructurering werd het bedrijf als besloten vennootschap hernoemd tot National City Bank Ltd.
- 1929 & 1935: Wetgeving hervormde de structuur van de bank waardoor haar aansprakelijkheid beperkt werd.
- 1948: Het boek "The Bank of Ireland 1783-1946" geschreven door F.G. Hall werd uitgegeven door uitgever Hodges Figgis (Dublin) en Blackwell's (Oxford).
- 1950: Ierse banken moesten 7 weken hun deuren sluiten vanwege een staking door leden van de IBOA. Andere sluitingen als gevolg van stakingen volgden in 1966, 1971 en 1976.
- 1956: BOI krijgt van de overheid toestemming om een zogenaamd Prize Bond systeem op te zetten. Deze obligaties keren geen rente uit maar via trekkingen worden prijzen uitgekeerd als een soort loterij. In 1989 werden de laatste Prize Bonds uitgegeven.
- 1958: BOI neemt Hibernian Bank Limited over.
- 1965: De National Bank Ltd, een bank opgericht door Daniel O'Connell in 1835, met kantoren in Ierland en het Verenigd Koninkrijk wordt opgesplitst. Het Ierse kantorennet wordt overgenomen door de BOI en gaat eerst verder onder de naam National Bank of Ireland en later als BOI. De Britse kantoren worden overgenomen door Williams & Glyn's Bank.
- 1983: Tweehonderdjarig bestaan van de bank. Een herdenking-postzegel wordt uitgegeven en BOI geeft het boek "An Irish Florolegium" uit.
- 1995: 19 december de BOI fuseert de First New Hampshire Bank de Citizens Financial Group van de Royal Bank of Scotland
- 1996: 16 april: BOI koopt de Bristol and West Building Society voor € 882 miljoen en gaat verder onder deze naam
- 1999: BOI voert fusie gesprekken met Alliance & Leicester die niet tot een overeenkomst leiden.
- 2000: Op 31 juli neemt BOI Chase de Vere over.
- 2002: 17 mei: BBOI koop de Amerikaanse investeringsmaatschappij Iridian, waarmee ze qua omzet twee keer zo groot wordt in deze sector.
- 2005: 21 september: BOI rond de verkoop van de Bristol and West kantoren en het callcenter van Direct Savings aan Britannia Building Society.
- 2008: 22 september: Moody's Investors Service wijzigt de vooruitzichten van de BOI van stabiel naar negatief. Met name de dalende kwaliteit van de activa alsmede de gevolgen van de nieuwe economische vooruitzichten voor Ierland baart Moody's zorgen. De waarde van de aandelen BOI stort in, zie ook hieronder.
- 2009: 12 februari: De Ierse overheid kondigt een reddingsplan van € 7 miljard aan om de BOI en de Allied Irish Banks te redden.[2]
  - 27 februari: De grootse bankroof uit de geschiedenis van het land wordt gepleegd door een zogenaamde tigerkidnapping. Doel is het voormalige hoofdkantoor aan College Green en er werd € 7,8 miljoen buitgemaakt. Een dag later worden zeven mensen gearresteerd en € 1,8 miljoen van het geld teruggevonden.[3]
  - Consultants van Oliver Wyman berekenen de omvang van de slechte leningen op € 6 miljard. Binnen enkele maanden nam dit bedrag nog met ruim € 1 miljard toe.[4][5]
- 2010: 16 april: De Europese Commissie geeft opdracht om diverse bedrijfsonderdelen, waaronder de vermogensbeheerafdeling, de dochterondernemingen New Ireland Assurance, ICS Building Society, af te stoten om toestemming te krijgen in ruil voor overheidssteun.[6]
- 2011: Ontvangt financiële steun van € 4,7 miljard van de overheid en dus belastingbetalers.
- 2013: BOI heeft in totaal meer dan € 6 miljard aan financiële steun terugbetaald.
- 2014: BOI realiseert weer een winst in dit jaar.
- 2022: Overname van Davy, een vermogensbeheerder en effectenbedrijf, voor € 427 miljoen.[7] Davy was opgericht in 1926, op het moment van de overname had het € 16 miljard aan vermogen onder beheer en telde 800 medewerkers. De staat verkoopt de laatste aandelen.

## Hoofdkantoor

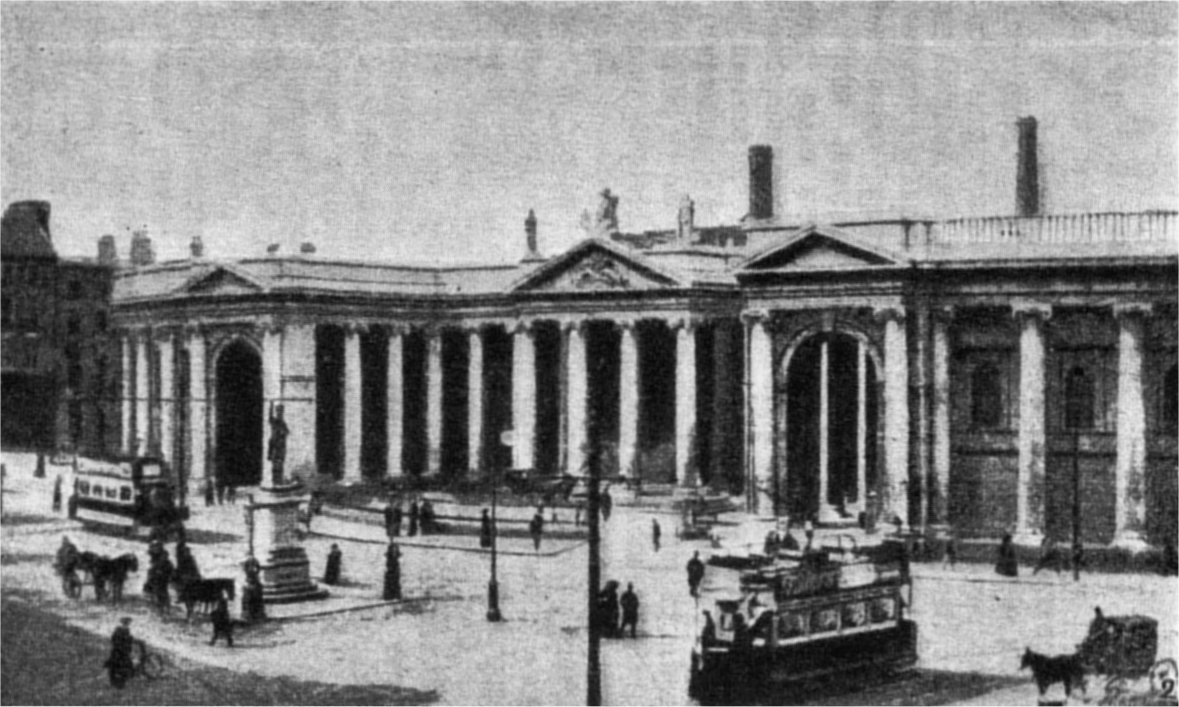
Voormalige hoofdkantoor op College Green.

Tot de jaren zeventig van de twintigste eeuw vormde het imposante gebouw aan College Green het hoofdkantoor van de BOI. Dit voormalige gebouw van de House of Lords tegenover Trinity College. Ontworpen door Edward Lovett Pearse was het vanaf 1729 tot aan 1800 het parlementsgebouw. Het was het eerste parlementsgebouw dat ook als zodanig ontworpen en gebouwd was.
In eerste instantie was de BOI van plan om een eigen hoofdkantoor te laten bouwen op de locatie waar nu het Westin Hotel is gevestigd: een perceel begrensd door Fleet Street, Westmoreland Street, College Street and D'Olier Street. Maar dit plan verdween van tafel toen het voormalige parlementsgebouw beschikbaar kwam door de ontbinding van het parlement als gevolg van de Act of Union in 1800.
In de jaren 1970 verhuisde het hoofdkantoor naar een modern gebouw aan Baggot Street in Dublin. Volgens de auteur van het boek Destruction of Dublin van Frank McDonald steeg de wereldprijs van koper als direct gevolg van de bouw van dit nieuwe hoofdkantoor, zoveel van dit metaal werd verwerkt in het gebouw. Het centrale gebouw van dit nieuwe hoofdkantoor stond op de plek van de auto-assemblagefabriek Lincoln & Nolan, alwaar Austin auto's werden geassembleerd. Deze locatie wordt ook in verband gebracht met de Battle of Rathmines. Volgens de overlevering werden de laatste schermutselingen uitgevochten op deze plek. Naast de autofabriek werden ook een aantal georgiaanse huizen en een pub afgebroken voor de bouw van het nieuwe pand. De bank behield de bijbehorende horecavergunning nog een aantal jaar.
Het voormalige hoofdkantoor op College Green is nog steeds in gebruik als kantoor van de BOI en staat open voor bezichtiging.
In 2010 verhuisde het hoofdkantoor van de BOI naar een kleinere locatie op Mespil Road.

## Schandalen

### Michael Soden
De bestuursvoorzitter van de bank, Michael Soden trad in 2004 plotseling af nadat er adult material werd aangetroffen op zijn PC van de bank.
Soden geeft een persoonlijke verklaring uit dat de bank in verlegenheid gebracht zou kunnen worden omdat hij de hoge standaarden op gebied van ethiek en betrouwbaarheid had geschonden.

### DIRT Controverse
De bank was aansprakelijk voor een belastingschuld van IR£ 19,5 miljoen en dit werd in 2000 afgehandeld. De bank verklaarde tegenover een onderzoekscommissie van de staat dat zij slechts een risico van £ 1,5 miljoen zou lopen en deze verklaring zou zijn voorgekauwd door een staatscommissie. De gegeven informatie was incorrect en het risico van de bank was veel groter.

### Gestolen laptops
In april 2008 moet de BOI bekendmaken dat er vier laptops waren gestolen waarop vertrouwelijke data stond van ruim 10.000 klanten. De laptops waren tussen juni en oktober 2007 gestolen. De klantinformatie die op deze laptops stonden bevatten onder andere de namen, adressen en rekeningnummers van deze klanten evenals details met betrekking tot medische en pensioengegevens.
De diefstallen werden wel aangegeven bij de Garda Síochána, de Ierse politie, maar het management van de bank werd niet geïnformeerd totdat een interne audit de diefstal aan het licht bracht. En zelfs toen werd de privacy waakhond noch de financiële toezichthouder geïnformeerd. Tevens kwam aan het licht dat geen van de gestolen laptops gebruik maakten van encryptie om toegang tot de data door derden onmogelijk te maken. In eerste instantie gaf de bank een verklaring uit dat 7 kantoren getroffen waren door de diefstal en ongeveer een week later moest de BOI bevestigen dat 31.500 klantgegevens gestolen waren en dat er klanten van meer kantoren betrokken waren

### Grootste bankoverval
De tigerkidnapping waarbij het kantoor College Green getroffen werd leidde ook tot een aantal schandalen. Bestaande procedures die de bank kende in geval van overvallen of andere misdrijven waren niet gevolgd. Zo had de (junior) medewerker die direct betrokken was bij de gijzeling pas na de overdracht van het losgeld de politie gewaarschuwd en had het ook niet mogelijk moeten zijn dat een enkele (junior) medewerker direct toegang had tot zo'n groot bedrag in cash geld.
De betrokken bankmedewerkers en zijn familie kwamen met de schrik vrij.

## Ineenstorting aandelenprijs
Op 21 februari 2007 bereikte het aandeel een top van € 18,83 waarmee de beurswaarde van de BOI uitkwam op € 18,8 miljard.
In 2008, toen de wereldwijde en vooral ook de Ierse economie in zeer zwaar weer terechtkwam, stortte de aandelenkoers van BOI in. Op 5 maart 2009, noteerde het aandeel BOI op € 0,12, een daling van 99% ten opzichte van haar piek in 2007. Tijdens de jaarlijkse aandeelhoudersvergadering hadden de aandeelhouders veel commentaar op de accountants en auditors van PricewaterhouseCoopers. De jaarwinst over 2006 was € 1,95 miljard terwijl de winst in 2009 op haar best break-even zou zijn.
De Central Bank of Ireland vertelde een parlementscommissie dat aandeelhouders die (veel) geld verloren als gevolg van het ineenstorten van de koers zelf volledig verantwoordelijk gehouden moesten worden. Wel gaf ze toe dat zij -als toezichthouder- tekortgeschoten was in haar waarschuwingen om niet te veel geld aan de onroerend goedsector te lenen.
Banco Santander uit Spanje had belangstelling om de BOI over te nemen, maar ze brak de onderhandelingen af na een due dilligence boekenonderzoek. Dit is echter ontkend door de BOI.

## Sport sponsoring
De BOI is een belangrijke sponsor voor Rugby Union en is de shirtsponsor van drie van de vier provincieteams in Ierland.